# Медьнеодим
Медьнеодим — бинарное неорганическое соединение
неодима и меди
с формулой CuNd,
кристаллы.

## Получение
- Сплавление стехиометрических количеств чистых веществ:

{\displaystyle {\mathsf {Nd+Cu\ {\xrightarrow {675^{o}C}}\ NdCu}}}

## Физические свойства
Медьнеодим образует кристаллы
ромбической сингонии,
пространственная группа P nma,
параметры ячейки a = 0,7279 нм, b = 0,4514 нм, c = 0,5634 нм, Z = 4,
структура типа борида железа FeB
.
Соединение образуется по перитектической реакции при температуре 675°С .
При температуре ≈480°С в соединении происходит фазовый переход.